# 双足蜥科
双足蜥科（学名：Dibamidae）也称盲蜥科，是爬行纲有鳞目的一科，分为墨西哥盲蜥属（Anelytropsis）和双足蜥属（Dibamus）。
本科物种主要的特征是身体呈圆柱状，四肢退化。雌性完全没有四肢，雄性仅保存有一对很小的瓣状前肢，用于在交配时紧抓雌性。 缺少翼骨齿和外耳，眼睛缩小，并覆盖有鳞片。

## 下级分类
本科包括以下属：
- 墨西哥石龙子属 Anelytropsis Cope, 1885，墨西哥盲蜥属
- 双足蜥属 Dibamus Duméril & Bibron, 1839-01
- Hoeckosaurus Čerňanský, 2019
- Rhinophidion Steindachner, 1867
- Typhloscincus Peters, 1864